# فرن کیربی
فرن کیربی (انگلیسی: Fran Kirby؛ زادهٔ ۲۹ ژوئن ۱۹۹۳) یک بازیکن فوتبال اهل بریتانیا است.
وی سابقه بازی در تیم ملی بانوان انگلیس را دارد.